# 吳嘉炎
吳嘉炎（?—?），字亨仲，山西沁县人，清朝政治人物。同進士出身。吴琠曾孫、吴时谦之孫，吴正之子。终年62岁。
乾隆二十五年（1760年）登进士，授广东普宁知县，升广东儋州知州。有子吴沆。